# 검색 엔진 최적화
검색 엔진 최적화(영어: search engine optimization, SEO)는 웹사이트나 웹 페이지로의 웹사이트 트래픽의 품질과 양을 검색 엔진으로부터 개선하는 과정이다. SEO는 직접 트래픽, 추천 트래픽, 소셜 미디어 트래픽 또는 유료 트래픽보다는 무상 검색 트래픽(오가닉 결과로 일반적으로 불림)을 목표로 한다.
오가닉 검색 엔진 트래픽은 이미지 검색, 비디오 검색, 학술 검색, 뉴스 검색, 특정 산업 수직 검색 엔진, 대규모 언어 모델 등 다양한 종류의 검색에서 발생한다.
인터넷 마케팅 전략으로서 SEO는 검색 엔진이 작동하는 방식, 검색 엔진 결과를 결정하는 알고리즘, 사람들이 무엇을 검색하는지, 검색 엔진에 입력되는 실제 검색어 또는 키워드, 그리고 타겟 잠재 고객이 선호하는 검색 엔진을 고려한다. SEO는 웹사이트가 검색 엔진으로부터 더 많은 방문자를 유치하고 검색 엔진 결과 페이지(SERP)에서 더 높은 순위를 차지하도록 돕는 것을 목표로 방문자를 전환하거나 브랜드 인지도를 구축한다.

## 역사
웹마스터와 콘텐츠 제공자들은 최초의 검색 엔진들이 초기 웹을 분류하기 시작한 1990년대 중반부터 웹사이트를 검색 엔진에 최적화하기 시작했다. 처음에는 웹마스터들이 페이지의 주소 또는 URL을 다양한 검색 엔진에 제출하면, 검색 엔진은 웹 크롤러를 보내 해당 페이지를 크롤링하고, 다른 페이지로의 링크를 추출하며, 페이지에서 찾은 정보를 반환하여 색인하도록 했다.
2004년 전직 산업 분석가이자 현 구글 직원인 대니 설리번의 기사에 따르면, "검색 엔진 최적화"라는 용어는 1997년에 사용되기 시작했다. 설리번은 SEO 전문가인 브루스 클레이를 이 용어를 대중화시킨 최초의 인물 중 한 명으로 꼽는다.
초기 버전의 검색 알고리즘은 알리웹과 같은 엔진에서 키워드 메타 태그 또는 인덱스 파일과 같이 웹마스터가 제공한 정보에 의존했다. 메타 태그는 각 페이지의 콘텐츠에 대한 안내를 제공한다. 그러나 메타데이터를 사용하여 페이지를 색인하는 것은 신뢰할 수 없는 것으로 밝혀졌다. 왜냐하면 메타 태그에 있는 웹마스터의 키워드 선택이 사이트의 실제 콘텐츠를 부정확하게 나타낼 수 있었기 때문이다. 부정확하거나 불완전한 메타 태그의 결함 있는 데이터는 페이지가 관련 없는 검색에서 잘못 분류될 가능성을 만들었다.
웹 콘텐츠 제공자들은 검색 엔진에서 좋은 순위를 얻기 위해 페이지의 HTML 소스 내 속성을 조작하기도 했다. 1997년까지 검색 엔진 설계자들은 웹마스터들이 검색 엔진에서 순위를 높이려고 노력하며 일부 웹마스터들은 과도하거나 관련 없는 키워드로 페이지를 채워 검색 결과의 순위를 조작하고 있음을 인식했다. 알타비스타 및 인포시크와 같은 초기 검색 엔진은 웹마스터가 순위를 조작하는 것을 방지하기 위해 알고리즘을 조정했다.
웹마스터의 통제 내에 있는 키워드 밀도와 같은 요소에 의존함으로써, 초기 검색 엔진은 남용과 순위 조작으로 고통받았다. 사용자에게 더 나은 결과를 제공하기 위해 검색 엔진은 결과 페이지가 파렴치한 웹마스터가 수많은 키워드를 삽입한 관련 없는 페이지가 아닌 가장 관련성 높은 검색 결과를 표시하도록 적응해야 했다. 이는 용어 밀도에 대한 과도한 의존에서 벗어나 의미론적 신호를 평가하는 더 전체론적인 프로세스로 이동하는 것을 의미했다.
검색 엔진은 웹마스터가 조작하기 더 어려운 추가 요소를 고려하여 더 복잡한 순위 결정 알고리즘을 개발함으로써 대응했다.
일부 검색 엔진은 SEO 산업에 접근하여 SEO 컨퍼런스, 웹 채팅, 세미나의 빈번한 후원사이자 손님으로 참여하고 있다. 주요 검색 엔진은 웹사이트 최적화에 도움이 되는 정보와 지침을 제공한다. 구글은 웹마스터가 자신의 웹사이트 색인에 문제가 있는지 여부를 파악하는 데 도움을 주는 사이트맵스 프로그램을 운영하며, 웹사이트로의 구글 트래픽에 대한 데이터도 제공한다. 빙 웹마스터 도구는 웹마스터가 사이트맵과 웹 피드를 제출하고, 사용자가 "크롤링 속도"를 결정하며, 웹 페이지 색인 상태를 추적할 수 있도록 한다.
2015년, 구글이 미래 제품의 핵심 기능으로 모바일 검색을 개발하고 홍보하고 있다고 보도되었다. 이에 대응하여 많은 브랜드들이 인터넷 마케팅 전략에 다른 접근 방식을 취하기 시작했다.
2020년대에는 챗GPT, Claude, Perplexity, Gemini와 같은 생성형 인공지능 도구의 등장이 생성형 엔진 최적화 또는 인공지능 최적화라고 불리는 새로운 접근 방식을 탄생시켰다. 이 접근 방식은 대규모 언어 모델(LLM)이 제공하는 AI 생성 답변에 포함될 콘텐츠를 최적화하는 데 중점을 둔다. 이러한 변화는 디지털 마케터들이 콘텐츠 형식, 권위 신호, 그리고 구조화된 데이터가 어떻게 제시되어야 콘텐츠가 더 "프롬프트 친화적"이 될 수 있는지를 재고하게 만들었다. 또한 이러한 각 전술은 Ahrefs가 "구글뿐만 아니라 여러 플랫폼에서 비선형적인 검색 여정을 위해 브랜드의 존재를 최적화하는 것"이라고 설명한 "검색 경험 최적화"의 하위 집합으로 간주되어야 한다고 주장되기도 했다.

## 구글과 SEO 산업의 관계
1998년, 스탠퍼드 대학교의 두 대학원생인 래리 페이지와 세르게이 브린은 웹 페이지의 중요도를 평가하는 수학적 알고리즘에 기반한 검색 엔진 "백럽(Backrub)"을 개발했다. 알고리즘에 의해 계산된 숫자, 즉 페이지랭크는 인바운드 링크의 양과 강도의 함수이다. 페이지랭크는 웹 사용자가 웹을 무작위로 탐색하고 한 페이지에서 다른 페이지로 링크를 따라갈 때 특정 페이지에 도달할 가능성을 추정한다. 사실상 이는 페이지랭크가 높은 페이지가 무작위 웹 탐색자에 의해 도달될 가능성이 높으므로 일부 링크가 다른 링크보다 더 강하다는 것을 의미한다.
페이지와 브린은 1998년에 구글을 설립했다. 구글은 단순한 디자인을 좋아하는 증가하는 인터넷 사용자들 사이에서 충성도 높은 추종자를 확보했다. 페이지랭크와 하이퍼링크 분석과 같은 오프 페이지 요소는 온 페이지 요소(키워드 빈도, 메타 태그, 헤딩, 링크 및 사이트 구조 등)와 함께 고려되어 구글이 온 페이지 요소만으로 순위를 결정하는 검색 엔진에서 보았던 조작을 피할 수 있도록 했다. 페이지랭크는 조작하기 더 어려웠지만, 웹마스터들은 이미 잉크토미 검색 엔진에 영향을 미치기 위한 링크 구축 도구와 체계를 개발했으며, 이러한 방법들은 페이지랭크 조작에도 유사하게 적용될 수 있음이 입증되었다. 많은 사이트들은 종종 대규모로 링크를 교환, 구매 및 판매하는 데 중점을 둔다. 이러한 체계 중 일부는 링크 스패밍만을 목적으로 하는 수천 개의 사이트 생성을 포함했다.
2004년까지 검색 엔진은 링크 조작의 영향을 줄이기 위해 광범위한 비공개 요소를 순위 결정 알고리즘에 통합했다. 주요 검색 엔진인 구글, 빙, 야후!는 페이지 순위를 매기는 데 사용하는 알고리즘을 공개하지 않는다. 일부 SEO 전문가들은 검색 엔진 최적화에 대한 다양한 접근 방식을 연구하고 개인적인 의견을 공유해왔다. 검색 엔진 관련 특허는 검색 엔진을 더 잘 이해하는 데 정보를 제공할 수 있다. 2005년, 구글은 각 사용자에 대한 검색 결과 개인화를 시작했다. 이전 검색 기록에 따라 구글은 로그인한 사용자를 위한 결과를 만들었다.
2007년 구글은 페이지랭크를 전송하는 유료 링크에 대한 캠페인을 발표했다. 2009년 6월 15일, 구글은 링크에 nofollow 속성을 사용하여 페이지랭크 스컬프팅의 영향을 완화하기 위한 조치를 취했음을 공개했다. 구글의 유명 소프트웨어 엔지니어인 맷 커츠는 SEO 서비스 제공업체가 페이지랭크 스컬프팅에 nofollow를 사용하는 것을 막기 위해 구글 봇이 더 이상 nofollow 링크를 동일하게 취급하지 않을 것이라고 발표했다. 이러한 변화의 결과로 nofollow의 사용은 페이지랭크의 증발을 초래했다. 위 문제를 피하기 위해 SEO 엔지니어들은 nofollow 태그를 난독화된 자바스크립트로 대체하여 페이지랭크 스컬프팅을 허용하는 대체 기술을 개발했다. 또한, iframe, 플래시, 자바스크립트 사용을 포함한 여러 솔루션이 제안되었다.
2009년 12월, 구글은 모든 사용자의 웹 검색 기록을 사용하여 검색 결과를 채울 것이라고 발표했다. 2010년 6월 8일, 구글 카페인이라는 새로운 웹 색인 시스템이 발표되었다. 사용자가 뉴스 결과, 포럼 게시물 및 기타 콘텐츠를 이전보다 훨씬 빨리 게시한 후 찾을 수 있도록 설계된 구글 카페인은 구글이 색인을 업데이트하는 방식의 변화로, 이전보다 구글에서 항목이 더 빨리 나타나도록 했다. 구글의 카페인을 발표한 소프트웨어 엔지니어 캐리 그라임스에 따르면, "카페인은 이전 색인보다 웹 검색에서 50% 더 신선한 결과를 제공한다..." 구글 인스턴트, 실시간 검색은 검색 결과를 더욱 시의적절하고 관련성 있게 만들기 위해 2010년 말에 도입되었다. 역사적으로 사이트 관리자들은 검색 순위를 높이기 위해 웹사이트를 최적화하는 데 몇 달 또는 몇 년을 보냈다. 소셜 미디어 사이트 및 블로그의 인기가 증가함에 따라, 주요 엔진은 검색 결과 내에서 신선한 콘텐츠가 빠르게 순위를 차지할 수 있도록 알고리즘을 변경했다.
구글은 콘텐츠 품질을 위한 팬더(2011), 링크 스팸을 위한 펭귄(2012), 자연어 처리를 위한 허밍버드(2013), 질의 이해를 위한 BERT(2019) 등 검색 품질 향상을 위한 수많은 알고리즘 업데이트를 구현했다. 이러한 업데이트는 검색 기술의 지속적인 발전과 스팸 퇴치 및 사용자 경험 개선을 위한 구글의 노력을 반영한다.
2025년 5월 20일, 구글은 AI 모드가 모든 미국 사용자에게 출시될 것이라고 발표했다. AI 모드는 구글이 "쿼리 팬아웃 기술"이라고 부르는 것을 사용하는데, 이는 검색 쿼리를 여러 하위 주제로 분해하여 사용자에게 추가 검색 쿼리를 생성한다.

## 방법

### 색인

페이지랭크 알고리즘의 간단한 그림. 백분율은 인지된 중요도를 나타낸다.

구글, 빙, 브레이브 검색 및 야후!와 같은 주요 검색 엔진은 크롤러를 사용하여 알고리즘 검색 결과에 포함할 페이지를 찾는다. 다른 검색 엔진에 이미 색인된 페이지에서 링크된 페이지는 자동으로 발견되므로 제출할 필요가 없다. 2014년과 2017년에 각각 폐쇄된 두 개의 주요 디렉토리인 야후! 디렉토리와 DMOZ는 모두 수동 제출과 인간 편집자의 검토를 요구했다. 구글은 구글 검색 콘솔을 제공하며, 이를 통해 XML 사이트맵스 피드를 생성하여 무료로 제출할 수 있어 모든 페이지, 특히 자동으로 링크를 따라가도 발견되지 않는 페이지도 확실히 찾을 수 있다. 또한 URL 제출 콘솔도 있다. 야후!는 이전에 클릭당 비용을 지불하여 크롤링을 보장하는 유료 제출 서비스를 운영했지만, 이 관행은 2009년에 중단되었다.
검색 엔진 크롤러는 사이트를 크롤링할 때 여러 요소를 살펴볼 수 있다. 모든 페이지가 검색 엔진에 의해 색인되는 것은 아니다. 사이트의 루트 디렉토리에서 페이지의 거리가 페이지가 크롤링되는지 여부에 영향을 미칠 수도 있다.
모바일 기기는 구글 검색의 대부분에 사용된다. 2016년 11월, 구글은 웹사이트 크롤링 방식에 큰 변화를 발표하고 색인을 모바일 우선으로 만들기 시작했는데, 이는 특정 웹사이트의 모바일 버전이 구글 색인에 포함되는 시작점이 된다는 의미이다. 2019년 5월, 구글은 크롤러의 렌더링 엔진을 최신 버전의 크로미엄 (발표 당시 74)으로 업데이트했다. 구글은 크로미엄 렌더링 엔진을 최신 버전으로 정기적으로 업데이트할 것이라고 밝혔다. 2019년 12월, 구글은 크롤러의 User-Agent 문자열을 렌더링 서비스에서 사용하는 최신 Chrome 버전을 반영하도록 업데이트하기 시작했다. 이 지연은 웹마스터가 특정 봇 User-Agent 문자열에 응답하는 코드를 업데이트할 시간을 주기 위함이었다. 구글은 평가를 실행했고 영향이 미미할 것이라고 확신했다.

### 크롤링 방지
검색 색인에 원치 않는 콘텐츠가 포함되지 않도록 웹마스터는 도메인의 루트 디렉토리에 있는 표준 로봇 배제 표준 파일을 통해 스파이더에게 특정 파일이나 디렉토리를 크롤링하지 않도록 지시할 수 있다. 또한, 페이지는 로봇 전용 메타 태그(일반적으로 <meta name="robots" content="noindex">)를 사용하여 검색 엔진의 데이터베이스에서 명시적으로 제외될 수 있다. 검색 엔진이 사이트를 방문할 때, 루트 디렉토리에 있는 robots.txt가 가장 먼저 크롤링되는 파일이다. robots.txt 파일은 분석되어 로봇에게 어떤 페이지를 크롤링하지 않을지 지시한다. 검색 엔진 크롤러가 이 파일의 캐시된 복사본을 유지할 수 있으므로, 때때로 웹마스터가 크롤링하기를 원치 않는 페이지를 크롤링할 수도 있다. 일반적으로 크롤링이 방지되는 페이지에는 장바구니와 같은 로그인 전용 페이지와 내부 검색 결과와 같은 사용자 전용 콘텐츠가 포함된다. 2007년 3월, 구글은 웹마스터들에게 내부 검색 결과 페이지를 검색 스팸으로 간주하므로 색인화를 막아야 한다고 경고했다.
2020년, 구글은 표준을 일몰시키고(그리고 그들의 코드를 오픈 소스화했다) 이제 이를 지시가 아닌 힌트로 취급한다. 페이지가 색인되지 않도록 충분히 보장하려면 페이지 수준 로봇 메타 태그가 포함되어야 한다.

### 중요도 증가
검색 결과 내에서 웹 페이지의 중요도를 높일 수 있는 다양한 방법이 있다. 중요한 페이지에 더 많은 링크를 제공하기 위해 동일한 웹사이트의 페이지 간에 교차 링크를 설정하면 가시성을 향상시킬 수 있다. 페이지 디자인은 사용자가 사이트를 신뢰하고 일단 찾으면 머무르고 싶게 만든다. 사람들이 사이트에서 이탈하면 해당 사이트에 불리하게 작용하며 신뢰성에 영향을 미친다.
자주 검색되는 키워드 구문을 포함하여 다양한 검색 쿼리에 관련성 있도록 콘텐츠를 작성하면 트래픽이 증가하는 경향이 있다. 검색 엔진이 자주 다시 크롤링하도록 콘텐츠를 업데이트하면 사이트에 추가적인 가중치를 부여할 수 있다. 웹 페이지의 메타데이터, 즉 제목 태그 및 메타 설명에 관련 키워드를 추가하면 사이트 검색 목록의 관련성이 향상되어 트래픽이 증가하는 경향이 있다. 여러 URL을 통해 접근 가능한 웹 페이지의 URL 정규화를 표준 링크 요소 또는 301 리다이렉트를 통해 수행하면 다른 버전의 URL에 대한 링크가 모두 페이지의 링크 인기도 점수에 포함되도록 할 수 있다. 이는 수신 링크로 알려져 있으며, URL을 가리키고 페이지 링크의 인기도 점수에 포함되어 웹사이트의 신뢰성에 영향을 미칠 수 있다.

### 화이트 햇 대 블랙 햇 기법

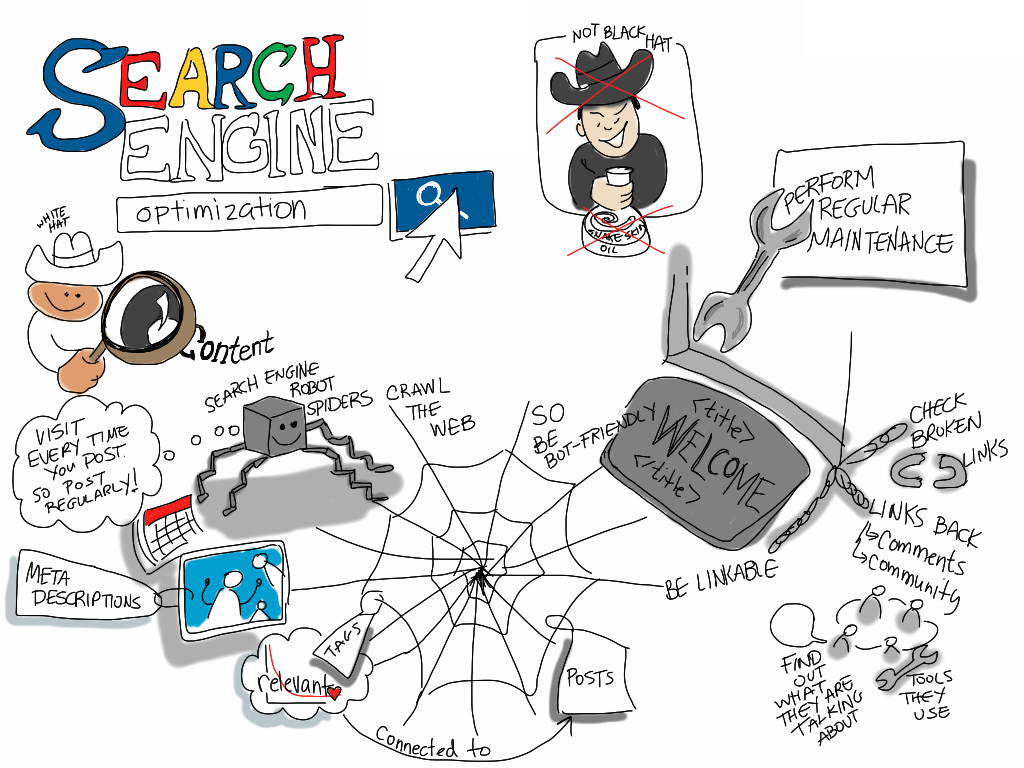
검색 엔진 최적화의 일반적인 화이트 햇 방법

SEO 기법은 크게 두 가지 범주로 분류할 수 있다. 검색 엔진 회사가 좋은 디자인의 일부로 권장하는 기법("화이트 햇")과 검색 엔진이 승인하지 않는 기법("블랙 햇")이다. 검색 엔진은 후자의 효과를 최소화하려고 노력하며, 그중에는 스팸덱싱이 포함된다. 업계 평론가들은 이러한 방법과 이를 사용하는 전문가들을 화이트 햇 SEO 또는 블랙 햇 SEO로 분류했다. 화이트 햇은 오랫동안 지속되는 결과를 내는 경향이 있는 반면, 블랙 햇은 검색 엔진이 자신들의 행위를 발견하면 결국 일시적 또는 영구적으로 사이트가 차단될 것을 예상한다.
SEO 기법은 검색 엔진의 가이드라인을 따르고 속임수가 포함되지 않으면 화이트 햇으로 간주된다. 검색 엔진 가이드라인은 일련의 규칙이나 계명으로 작성되지 않았기 때문에 이는 중요한 구별점이다. 화이트 햇 SEO는 단지 가이드라인을 따르는 것이 아니라 검색 엔진이 색인하고 순위를 매기는 콘텐츠가 사용자가 볼 콘텐츠와 동일하도록 보장하는 것이다. 화이트 햇 조언은 일반적으로 검색 엔진이 아닌 사용자를 위한 콘텐츠를 만들고, 그런 다음 해당 콘텐츠를 온라인 "스파이더" 알고리즘에 쉽게 접근할 수 있도록 하는 것으로 요약된다. 알고리즘의 의도된 목적을 속이려 시도하는 것이 아니다. 화이트 햇 SEO는 여러 면에서 웹 접근성을 촉진하는 웹 개발과 유사하지만, 둘이 동일하지는 않다.
블랙 햇 SEO는 검색 엔진이 승인하지 않거나 속임수를 포함하는 방식으로 순위를 향상시키려 시도한다. 한 가지 블랙 햇 기법은 배경과 유사한 색상, 보이지 않는 div, 또는 화면 밖으로 배치된 숨겨진 텍스트를 사용한다. 또 다른 방법은 사람이 요청하는지 검색 엔진이 요청하는지에 따라 다른 페이지를 제공하는 것으로, 클로킹이라고 알려진 기법이다. 때때로 사용되는 또 다른 범주는 그레이 햇 SEO이다. 이는 블랙 햇과 화이트 햇 접근 방식의 중간으로, 사용된 방법이 사이트가 페널티를 받지 않도록 하면서도 사용자에게 최고의 콘텐츠를 제공하지는 않는다. 그레이 햇 SEO는 전적으로 검색 엔진 순위 향상에 중점을 둔다.
검색 엔진은 블랙 햇 또는 그레이 햇 방법을 사용하는 것으로 발견된 사이트에 대해 순위를 낮추거나 데이터베이스에서 목록을 완전히 제거하는 방식으로 페널티를 부과할 수 있다. 이러한 페널티는 검색 엔진의 알고리즘에 의해 자동으로 적용되거나 수동 사이트 검토를 통해 적용될 수 있다. 한 가지 예로 2006년 2월 구글이 기만적인 관행을 사용하여 BMW 독일과 리코 독일을 모두 제거한 사례가 있다. 두 회사는 이후 사과하고 문제가 되는 페이지를 수정했으며, 구글 검색 결과 페이지에 복구되었다.
블랙 햇 기법이나 다른 스팸성 전술을 사용하는 기업은 클라이언트 웹사이트가 검색 결과에서 차단될 수 있다. 2005년, 월 스트리트 저널은 고위험 기술을 사용하고 해당 위험을 고객에게 공개하지 않았다고 알려진 트래픽 파워라는 회사에 대해 보도했다. 와이어드 잡지는 같은 회사가 블로거이자 SEO 전문가인 애런 월을 차단에 대해 글을 썼다는 이유로 고소했다고 보도했다. 구글의 맷 커츠는 나중에 구글이 트래픽 파워와 일부 고객을 차단했음을 확인했다.

## 마케팅 전략으로서
SEO는 클릭당 지불 광고 및 소셜 미디어 마케팅과 같은 다른 전략과 함께 디지털 마케팅 내의 한 접근 방식을 나타낸다. 검색 엔진 마케팅(SEM)은 검색 엔진 광고 캠페인을 설계, 실행 및 최적화하는 관행이다. SEO와의 차이점은 검색 결과에서 유료 순위와 무상 순위 사이의 차이로 가장 간단하게 설명할 수 있다. SEM은 관련성보다 중요성에 더 중점을 둔다. 웹사이트 개발자는 대부분 검색의 주요 목록으로 이동하므로 가시성을 고려하여 SEM을 가장 중요하게 생각해야 한다. 성공적인 인터넷 마케팅 캠페인은 고품질 웹 페이지를 구축하여 인터넷 사용자를 유치하고 설득하는 것, 사이트 소유자가 결과를 측정할 수 있도록 분석 프로그램을 설정하는 것, 그리고 사이트의 전환율을 개선하는 것에도 달려있을 수 있다. 2015년 11월, 구글은 160페이지에 달하는 전체 검색 품질 평가 가이드라인을 대중에게 공개했으며, 이는 "유용성"과 모바일 지역 검색으로의 초점 변화를 보여주었다. 최근 몇 년 동안 모바일 시장은 폭발적으로 성장하여 데스크톱 사용을 추월했다. 2016년 10월 스탯카운터가 250만 개의 웹사이트를 분석한 결과 페이지의 51.3%가 모바일 기기로 로드되었다. 구글은 구글 검색 콘솔의 모바일 친화성 테스트를 통해 기업이 웹사이트를 검색 엔진 결과에 맞춰 측정하고 사용자 친화성을 확인할 수 있도록 장려하며 모바일 사용의 인기를 활용하고 있는 회사 중 하나이다. 키워드가 서로 가까울수록 주요 용어를 기반으로 순위가 향상된다.
SEO는 적절한 투자자본수익률을 창출할 수 있다. 그러나 검색 엔진은 유기적 검색 트래픽에 대해 비용을 받지 않으며, 알고리즘이 변경되고 지속적인 추천에 대한 보장은 없다. 이러한 보장 부족과 불확실성 때문에 검색 엔진 트래픽에 크게 의존하는 비즈니스는 검색 엔진이 방문자를 보내는 것을 중단하면 큰 손실을 입을 수 있다. 검색 엔진은 알고리즘을 변경하여 웹사이트의 검색 엔진 순위에 영향을 미칠 수 있으며, 이는 심각한 트래픽 손실을 초래할 수 있다. 2010년 구글의 CEO인 에릭 슈밋에 따르면, 구글은 500개 이상의 알고리즘 변경을 단행했으며, 이는 하루에 거의 1.5회에 해당한다. 산업 분석가들은 웹사이트가 알고리즘 변경으로 인해 유기적 트래픽에 상당한 영향을 받을 수 있는 위험에 직면할 수 있다고 지적한다. 웹 크롤러 측면의 접근성(위에서 언급) 외에도 사용자 웹 접근성이 SEO에 점점 더 중요해지고 있다.

## 국제 시장 및 SEO
최적화 기법은 대상 시장의 지배적인 검색 엔진에 매우 맞춰져 있다. 검색 엔진의 시장 점유율은 시장마다 다르며, 경쟁도 마찬가지이다. 구글은 대부분의 지역에서 지배적인 시장 점유율을 유지하고 있으며, 시장마다 비율이 다르다. 미국 이외의 시장에서는 구글의 점유율이 종종 더 높으며, 2007년 기준으로 구글이 전 세계적으로 지배적인 검색 엔진이었다는 데이터가 나타났다. 2006년 기준으로 구글은 독일에서 85-90%의 시장 점유율을 기록했다. 2024년 3월 기준으로 구글은 독일에서 여전히 89.85%의 상당한 시장 점유율을 유지하고 있다. 2024년 3월 기준으로 구글의 영국 시장 점유율은 93.61%였다.
국제 시장에서 성공적인 검색 엔진 최적화(SEO)는 단순히 웹 페이지를 번역하는 것 이상을 필요로 한다. 또한 대상 시장에 적합한 국가 코드 최상위 도메인(ccTLD) 또는 관련 최상위 도메인(TLD)으로 도메인 이름을 등록하고, 현지 IP 주소 또는 서버가 있는 웹 호스팅을 선택하며, 전 세계적으로 웹사이트 속도 및 성능을 향상시키기 위해 콘텐츠 전송 네트워크(CDN)를 사용하는 것을 포함할 수 있다. 또한 콘텐츠가 대상 고객에게 관련성 있게 느껴지도록 현지 문화를 이해하는 것도 중요하다. 여기에는 각 시장에 대한 키워드 조사를 수행하고, 올바른 언어를 대상으로 hreflang 태그를 사용하며, 현지 백링크를 구축하는 것이 포함된다. 그러나 고품질 콘텐츠 생성, 사용자 경험 개선, 링크 구축과 같은 핵심 SEO 원칙은 언어나 지역에 관계없이 동일하게 유지된다.
지역 검색 엔진은 특정 시장에서 강력한 존재감을 나타낸다:
- 중국: 바이두가 시장을 선도하며 약 70~80%의 시장 점유율을 차지한다.[66]
- 대한민국: 2021년 말부터 국내 웹 포털인 네이버가 국내에서 인기를 얻었다.[67][68]
- 러시아: 얀덱스는 러시아의 선도적인 검색 엔진이다. 2023년 12월 기준으로 시장 점유율의 최소 63.8%를 차지했다.[69]

### 국제 SEO의 진화
2000년대 초, 기업들은 웹과 검색 엔진이 전 세계 잠재 고객에게 도달하는 데 도움이 될 수 있음을 인식했다. 그 결과 다국어 SEO의 필요성이 부상했다. 국제 SEO 개발 초기에는 단순 번역으로 충분하다고 여겨졌다. 그러나 시간이 지남에 따라 현지화 및 트랜스크리에이션(콘텐츠를 현지 언어, 문화, 감성적 공명에 맞게 조정하는 것)이 단순 번역보다 훨씬 더 효과적이라는 것이 분명해졌다.

## 법적 선례
2002년 10월 17일, 서치킹은 미국 연방지방법원, 오클라호마 서부지방법원에 검색 엔진 구글을 상대로 소송을 제기했다. 서치킹의 주장은 구글의 스팸덱싱 방지 전술이 계약 관계에 대한 불법적 간섭을 구성한다는 것이었다.  2003년 5월 27일, 법원은 서치킹이 "구제될 수 있는 청구를 제시하지 못했다"는 이유로 구글의 소송 기각 신청을 인용했다.
2006년 3월, 킨더스타트는 검색 엔진 순위에 대해 구글을 상대로 소송을 제기했다. 소송 이전에 킨더스타트 웹사이트는 구글 색인에서 제거되었고, 사이트 트래픽은 70% 감소했다. 2007년 3월 16일, 미국 캘리포니아 북부지방 법원 (산호세 지부)은 킨더스타트의 소송을 수정할 여지 없이 기각하고, 킨더스타트 변호사에 대해 제11조 규칙에 따른 제재 조치를 부분적으로 허용하여, 구글의 법률 비용 일부를 지불하도록 명령했다.

## 같이 보기
- 경쟁사 백링크
- 검색 엔진 목록
- 검색 엔진 마케팅
- 검색 중립성, 검색 조작의 반대
- 사용자 의도
- 웹사이트 홍보
- 검색 엔진 결과 페이지
- 웹 스크래핑